# Heinrich Gustav von Zschüschen
Heinrich Gustav von Zschüschen (* 23. Mai 1806 in Wolmirstedt; † 19. August 1881 in Wiesbaden) war königlich preußischer Generalmajor und zuletzt Kommandeur des 63. Infanterie-Regiments.

## Leben

### Herkunft
Er stammte aus einer 1792 nobilitierten Familie. Seine Eltern waren Heinrich Wilhelm von Zschüschen (* 27. April 1778; † 2. Juni 1855) und dessen Ehefrau Johanna Karoline Hilzenbecher (* 10. Januar 1773; † 31. Dezember 1831), verwitwete von Uckermann. Sein Vater war Oberst a. D. und zuletzt im 28. Infanterie-Regiment.

### Werdegang
Er kam am 15. Juni 1821 als Füsilier in das 28. Infanterie-Regiment. Dort wurde er am 21. Oktober 1823 zum Portepeefähnrich und am 16. April 1825 zum Seconde-Lieutenant ernannt. Im Jahr 1830 wurde er dann in das Lehr-Infanterie-Bataillon abkommandiert. Nach seiner Rückkehr kam er im Jahr 1833 in das 28. Landwehr-Regiment, wo er als Adjutant und Rechnungsführer des I. Bataillons in Köln eingesetzt. Von 1843 bis 1844 war er Kompanieführer im III. Bataillon in Siegburg. In der Zeit wurde er am 22. Juli 1843 zum Premier-Lieutenant befördert. Am 26. August 1848 kam er dann als Hauptmann und Kompaniechef in das 28. Infanterie-Regiment. Dort wurde er am 10. November 1855 zum Major befördert. Er wurde am 13. November 1856 in das 25. Landwehr-Regiment versetzt und wurde dort Kommandeur des II. Bataillons in Malmedy. Am 1. Juli 1860 zum Oberstleutnant befördert, kam er am 22. Juni 1861 als Kommandeur in das 63. Infanterie-Regiment. Er wurde am 18. Oktober 1861 zum Oberst befördert, am 12. Januar 1864 mit dem Roten Adlerorden 3. Klasse mit Schleife und am 19. März 1864 mit dem russischen St. Annen-Orden II. Klasse ausgezeichnet. Am 3. April 1866 wurde er mit dem Charakter als Generalmajor und einer Pension zur Disposition gestellt.
Bei der Mobilmachung zum Deutsch-Französischen Krieg wurde er am 18. Juli 1870 zum stellvertretenden Kommandeur der 41. Infanterie-Brigade ernannt. Er wurde am 11. Juli 1871 von dieser Stellung wieder entbunden und erhielt am 13. Oktober 1871 den Roten Adlerorden II. Klasse mit Eichenlaub. Er starb am 19. August 1881 in Wiesbaden.
In seiner Beurteilung von 1847 schrieb sein Bataillonskommandeur: Ein durchaus moralischer, wissenschaftlich gebildeter, äußerst tätiger und umsichtiger Offizier, der durch seine 5-monatliche Führung der 4. Kompagnie seine Befähigung zu einem ausgezeichnet tüchtigen Kompagniechef vollkommen betätigt hat. Er verdient vorzugsweise zur Beförderung außer der Tour angelegentlichst empfohlen zu werden.

### Familie
Er heiratete am 16. Dezember 1845 in Köln Julie Feist (* 20. Juni 1822; † 22. August 1898), eine Tochter des Dr. med. Jacob Feist.